# Hakiulus minori
Hakiulus minori är en mångfotingart som beskrevs av Ottis Robert Causey 1952. Hakiulus minori ingår i släktet Hakiulus och familjen Parajulidae. Inga underarter finns listade i Catalogue of Life.